# 雷東達鱷屬
雷東達鱷（屬名：Redondasuchus）是已滅絕堅蜥目的一屬，屬於堅蜥亞科的正體龍族演化支。雷東達鱷生存於晚三疊紀的北美洲。雷東達鱷、正體龍有錯雜的分類歷史，雷東達鱷曾被認為是正體龍的次異名。

## 發現與種
雷東達鱷的化石是一些零散的鱗甲，發現於美國新墨西哥州奎伊郡的阿帕契峽谷、鯊魚齒山，該地屬於雷東達組（Redonda Formation）地層，地質年代相當於三疊紀諾利階中期。在1991年，美國古生物學家阿德里安·亨特（Adrian Hunt）與史賓賽·盧卡斯（Spencer G. Lucas）將這些化石命名為雷東達鱷，模式種是R. reseri。之後在阿帕契峽谷發現數塊鱗甲、一個部分右股骨。在2006年，亨特與盧卡斯將這些新化石命名為雷東達鱷的第二個種。
雷東達鱷、正體龍有錯雜的分類歷史，雷東達鱷曾被認為是正體龍的次異名。在雷東達鱷被命名後幾年，其他研究人員根據皮內成骨特徵，將雷東達鱷歸類於正體龍模式種的次異名。另有其他科學家提出，雷東達鱷跟正體龍模式種仍有差異，應該歸類成正體龍的一個種。在2006年，亨特盧卡斯命名雷東達鱷的第二個種時，支持正體龍、雷東達鱷是兩個獨立屬的分類法。
其他堅蜥類的鱗甲常排列成特定模式，而雷東達鱷的鱗甲較為密集、沒有排列成特定模式。雷東達鱷的背部中間鱗甲，往上傾斜呈45°；其他堅蜥類的背部中間鱗甲沒有明顯突出，與背部兩側鱗甲之間的相接處，沒有明顯落差。每塊背部中間鱗甲的下側（接近脊椎那側）中間處有突出稜脊。在雷東達鱷的兩個種，模式種R. reseri的背部中間鱗甲小於R. rineharti。

## 化石爭議
關於雷東達鱷的鱗甲位置、排列方式，長期以來有爭議。正模標本最初被認為是塊背部中間鱗甲，位於左側；而背部鱗甲的往上傾斜部位，位於離背部中央2/3處。在2006年的雷東達鱷重新研究，提出正模標本其實是個右側的背部中間鱗甲。某個早期研究裡的堅蜥類鱗甲素描圖裡，背部鱗甲的前緣位於前塊鱗甲的後緣下方，而背部鱗甲的後緣位於後塊鱗甲的上方，最初研究可能錯誤解讀鱗甲排列方式，因此誤認正模標本位於背部左側。如果這塊鱗甲的確位於背部右側，那背部鱗甲的往上傾斜部位，其實位於離背部中央1/3處。
在2002年，德州理工大學的Jeffrey Martzh曾研究過雷東達鱷，但沒有正式發表研究。Martzh當時已提出正模標本其實是個右側的背部中間鱗甲，同時主張雷東達鱷是正體龍模式種（T. coccinarum）的異名。在2008年，Jeffrey Martzh與德恩·奈許（Darren Naish）發表聯合聲明，控訴亨特與盧卡斯的2006年研究，在內容上抄襲他在2002年的內部研究。這個抄襲爭議，被稱為「Aetogate」事件。數個堅蜥類研究也被牽涉在內，包含：里奧阿里巴鱷、Heliocanthus，涉嫌抄襲研究多是由新墨西哥自然歷史科學博物館的研究人員所發表。

## 種系發生學
在1996年的A.B. Heckert等人研究指出，雷東達鱷、隆鱷、鏈鱷、正體龍、副正體龍、Neoaetosauroides都屬於進階型的堅蜥類。